# Cratere Dagda
Dagda  è un cratere sulla superficie di Europa.